# اورتله
اورتله (به ایتالیایی: Ortelle) یک کومونه در ایتالیا است که در استان لچه واقع شده‌است. اورتله ۹ کیلومتر مربع مساحت و ۲٬۴۴۰ نفر جمعیت دارد و ۱۱۰ متر بالاتر از سطح دریا واقع شده‌است.